# St. Louis Stock Exchange
La  St. Louis Stock Exchange est une bourse des valeurs  fondée en 1874, qui a été un grand marché régional d'actions et d'obligations, situé à  Saint-Louis, dans l'État américain du Missouri, qui opère sous la surveillance de la Commission des opérations de bourse américaine.

## Histoire
La St. Louis Stock Exchange a été créée en 1874, juste après la Crise bancaire de mai 1873, par MS Mepham & Co en tant que siège pour ceux qui travaillent dans l'exploitation minière ou la vente de terres minérales. Il est remplacé à l'automne  1880 par le Saint-Louis Mining and Stock Exchange, également créé à Saint-Louis. La première réunion a eu lieu dans ses locaux à cet endroit le 2 décembre 1880. Le jour où la bourse a également ouvert ses portes à 11 h. La négociation des actions minières devient si active et si importante, qu'un nouveau marché voit le jour en 1888, créé par  J. D. Abeles, président, Joseph G. Mullaly, vice-président, et Albert Singer for secrétaire, avec 50 courtiers et 25 courtiers associés. Ce sera l'institution la plus active de la ville jusqu'à sa fermeture lors de la Panique de 1893.   
En 1889, la firme de courtage A.G. Edwards & Sons (AGE) créé le "St. Louis and Butte, Montana mining syndicate" avec pour président le General Edwards afin de financer les concessions minières du secteur de Butte (Montana). Elle acquiert à cette époque des participations dans la plupart des mines. En août 1887, Ben Edwards annonce qu'il est en mesure de représenter sur le New York Stock Exchange des banques de St. Louis. Cet investissement à New York permet à la firme de courtage A.G. Edwards & Sons (AGE) d'être moins dépendante du très spéculatif St. Louis Mining and Stock Exchange et l'une des rares survivantes de son krach de 1893.
Lorsque l'économie de Saint-Louis repart à la fin des années 1890,  George Lane Edwards, le fils du fondateur, participe à la refondation de cette bourse, tout en ouvrant un bureau à New York. Le volume d'échanges à Saint-Louis atteint en 1902 un pic de 44 millions de dollars, montant qui ne sera plus revisité avant la fin des années 1920.
En avril 1902, le président de bourse de St. Louis Alfred H. Bauer a annoncé que des comités avaient été élus pour servir pour un mandat d'une année. Les statuts du nouveau marché boursier ainsi créé ont été adoptés le 3 janvier 1903 et sont entrés en vigueur le 1er février 1903. Selon le président de la bourse, George Herbert Walker, le volume d'affaires traité sur le parquet était moins élevé en 1904 qu'en 1903, comme pour d'autres bourses régionales dans des grands villes excluant New York, avec 10,5 millions de dollars au lieu de a6,4 millions en 1903. Parmi les actions les plus activement traitées, United Railways, St. Louis Transit Company, et Brown Brothers.
En juillet 1914, la St. Louis Stock Exchange a fermé en conséquence de la Première Guerre mondiale, comme d'autres marchés boursiers américains. Les opérations reprennent en décembre, d'abord pour les 180 titres les plus importants parmi les 565 cotés à Saint-Louis.
Le 13 avril 1926, les directeurs de la bourse ont voté pour prolonger le temps de négoce  des séances boursières de 75 minutes, à deux heures et demie, de 10h00 à 12h30 sauf le samedi, pour la faire travailler dans les mêmes conditions que dans d'autres villes. Le conseil d'administration a aussi établi les listes de d'actions qu'il était possible de négocier à Saint-Louis.
Le 29 octobre 1929, le St. Louis Stock Exchange s'est effondré rapidement comme les autres marchés régionaux, au cours de l'épisode du Krach de 1929, aboutissant à une période très difficile pour le Chicago Stock Exchange et la bourse en général aux États-Unis mais aussi en Europe. En 1949, le Chicago Stock Exchange a fusionné avec d'autres marchés boursiers régionaux américains, le St. Louis Stock Exchange, le Cleveland Stock Exchange et le Minneapolis-St. Paul Stock Exchange, pour former la Bourse du Midwest. En 1959, la New Orleans Stock Exchange est devenue elle aussi une partie constituante de la Bourse du Midwest et au début des années 1960 la Société de Service de Bourse du Midwest a été établie pour fournir des services centralisés et de représentation des sociétés membres.